# Suunduk
Il Suunduk (in russo Суундук?) è un fiume della Russia europea sudorientale, affluente di sinistra dell'Ural. Scorre nei rajon Kvarkenskij, Adamovskij e Novoorskij dell'oblast' di Orenburg.
Ha origine sullo spartiacque Ural-Tobol, scorre in direzione sud-occidentale e sfocia nel bacino idrico Iriklinskoe (Ириклинское водохранилище). Prima della sua formazione scorreva direttamente nell'Ural, la lunghezza del fiume era di 174 km e il bacino idrografico era di 6 430 km².